# Scorzoneroides
Scorzoneroides Moench – rodzaj roślin z rodziny astrowatych. Tradycyjnie do początków XXI wieku gatunki tu zaliczane włączane były zwykle do rodzaju brodawnik Leontodon. Rodzaj obejmuje 22 gatunki. Występują one w basenie Morza Śródziemnego (południowa Europa, północna Afryka, południowo-zachodnia Azja), na wyspach Makaronezji oraz w pozostałej części Europy i w północnej Azji po Syberię. Jako introdukowane rośliny te rosną także na Dalekim Wschodzie oraz w Ameryce Północnej. W Polsce występują dwa gatunki – brodawnik jesienny S. autumnalis i brodawnik tatrzański S. pseudotaraxaci.
Brodawnik jesienny S. autumnalis jest szeroko rozprzestrzenionym w strefie umiarkowanej na półkuli północnej chwastem trawników.

## Systematyka
Rodzaj z rodziny astrowatych Asteraceae, podrodziny Cichorioideae, z plemienia Cichorieae i podplemienia Hypochaeridinae. W obrębie podplemienia sytuowany jest w pozycji bazalnej względem kladu obejmującego rodzaje: Helminthotheca, Picris, Leontodon i Hedypnois, z zajmującym bardziej bazalną pozycję względem całej tej grupy rodzajem Hypochaeris, w innych badaniach rodzaj Hypochaeris wskazywany jest jako młodsza linia rozwojowa niż Scorzoneroides. 
Tradycyjnie gatunki tu zaliczane włączane były do rodzaju brodawnik Leontodon jako podrodzaj Oporinia, różniące się jednak istotnymi cechami od podrodzaju typowego Leontodon – liście i okrywy nie są pokryte włoskami rozgałęzionymi, rośliny różnią się chemicznie i liczbą chromosomów. Ostatecznie wyodrębnione zostały jako osobny rodzaj po publikacji analiz filogenetycznych z 2006, wskazujących na ich odrębną pozycję od podrodzaju typowego Leontodon, który okazał się bliżej spokrewniony m.in. z rodzajem goryczel Picris, niżeli z przedstawicielami rodzaju Scorzoneroides.
Wykaz gatunków
- Scorzoneroides atlantica (Ball) Holub
- Scorzoneroides autumnalis (L.) Moench – brodawnik jesienny
- Scorzoneroides carpetana (Lange) Greuter
- Scorzoneroides cichoriacea (Ten.) Greuter
- Scorzoneroides crocea (Haenke) Holub
- Scorzoneroides duboisii (Sennen ex Widder) Greuter
- Scorzoneroides garnironii (Emb. & Maire) Greuter & Talavera
- Scorzoneroides helvetica (Mérat) Holub
- Scorzoneroides hispidula (Delile) Greuter & Talavera
- Scorzoneroides × hugueninii (Brügger) B.Bock
- Scorzoneroides kralikii (Pomel) Greuter & Talavera
- Scorzoneroides laciniata (Bertol.) Greuter
- Scorzoneroides × lannesii (Rouy) B.Bock
- Scorzoneroides microcephala (Boiss. ex DC.) Holub
- Scorzoneroides montana (Lam.) Holub
- Scorzoneroides muelleri (Sch.Bip.) Greuter & Talavera
- Scorzoneroides nevadensis (Lange) Greuter
- Scorzoneroides × nivatensis (Merino) Gallego
- Scorzoneroides oraria (Maire) Greuter & Talavera
- Scorzoneroides palisiae (Izuzq.) Greuter & Talavera
- Scorzoneroides pseudotaraxaci (Schur) Holub – brodawnik tatrzański
- Scorzoneroides pyrenaica (Gouan) Holub
- Scorzoneroides rilaensis (Hayek) Holub
- Scorzoneroides salzmannii (Sch.Bip.) Greuter & Talavera
- Scorzoneroides simplex (Viv.) Greuter & Talavera